# Gábor Csapó
Gábor Csapó (Budapest, 20 settembre 1950 – Budapest, 27 novembre 2022) è stato un pallanuotista ungherese, vincitore di una medaglia d'oro alle olimpiadi di Montréal 1976 e una di bronzo alle olimpiadi di Mosca 1980. Ha conquistato anche un oro ai mondiali di Belgrado 1973 ed due ori europei, a Vienna nel 1974 ed a Jönköping nel 1977, oltre ad altri tre argenti mondiali e tre continentali. Iniziò la carriera nell'Ujpest, per poi proseguirla al Vasas prima di chiudere all' Ortigia, in Italia. Vinse nove campionati ungheresi e due Coppe dei Campioni.